# Théâtre du Peuple
Le théâtre du Peuple , situé à Bussang dans les Vosges, a été créé en 1895 par Maurice Pottecher.
Le théâtre fait l'objet d'un classement au titre des monuments historiques depuis le 2 août 1976 (étendu en 2015). Il est toujours en activité et propose plusieurs nouvelles créations chaque saison. Des représentations ont lieu entre mai et décembre, avec une majorité des spectacles ayant lieu pour la programmation printemps/été en juillet et en août.

## Histoire
En 1895, Maurice Pottecher, crée une scène en plein air à flanc de montagne. Les spectateurs étaient debout dans la prairie. L'année suivante, la scène (14 mètres d'ouverture, 10 mètres de profondeur et 10 mètres de hauteur) est couverte, puis Maurice Pottecher ouvre le fond de scène sur la nature grâce à deux grandes portes coulissantes afin « d'assainir l'art au contact de la nature ». Des bancs de bois sont construits pour accueillir 2 000 spectateurs. L'électricité est installée dès 1904, puis en 1921 une salle fermée sur les côtés est bâtie pour les spectateurs pouvant contenir un peu plus de 1 000 places ; le public est enfin abrité par un toit en 1924.
Des loges sont installées en 1945, les ateliers de couture en 1950, l'atelier de construction de décor en 1986. En 1994, l'entrée initiale du théâtre est reconstruite.
Ce lieu a été dirigé durant les années 1950 (à partir de 1936) par Pierre Richard-Willm, acteur de cinéma réputé, mais aussi artiste complet : pianiste, décorateur et metteur en scène de théâtre, dont une pièce fut jouée, chaque année, au théâtre du Peuple, notamment la dernière pièce de Maurice Pottecher, L'Empereur du Soleil Couchant. Les acteurs professionnels qui venaient jouer à Bussang n'étaient pas rémunérés, mais vivaient en communauté durant le mois de répétition et le mois de représentation, tous les repas étant pris en commun, avec Pierre Richard-Willm lui-même ; l'atmosphère y était tout à fait conviviale et même fraternelle.
En 1972 c'est Tibor Egervari qui reprend l'animation du lieu.

Vues historiques.
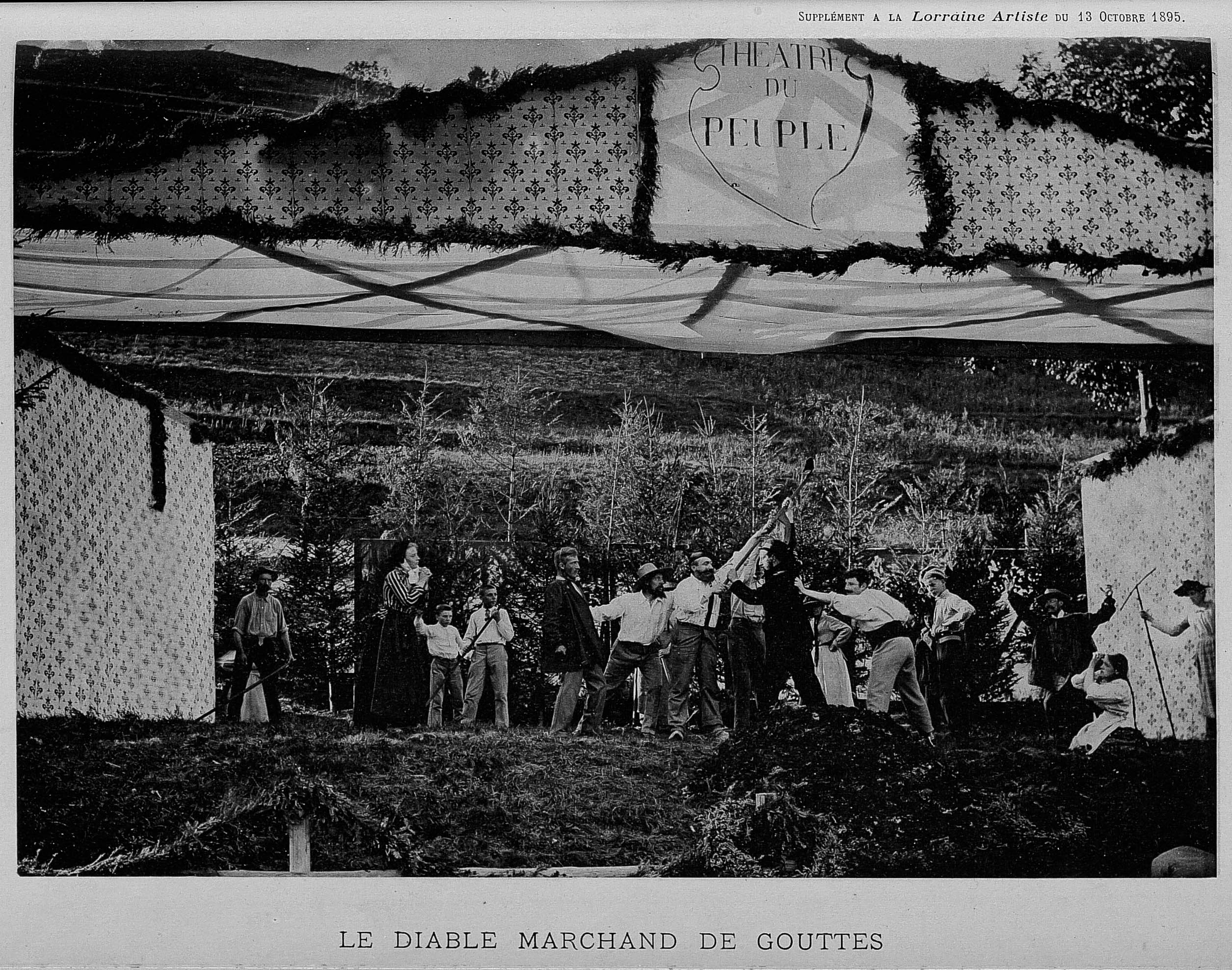
Théâtre en plein air (1895).
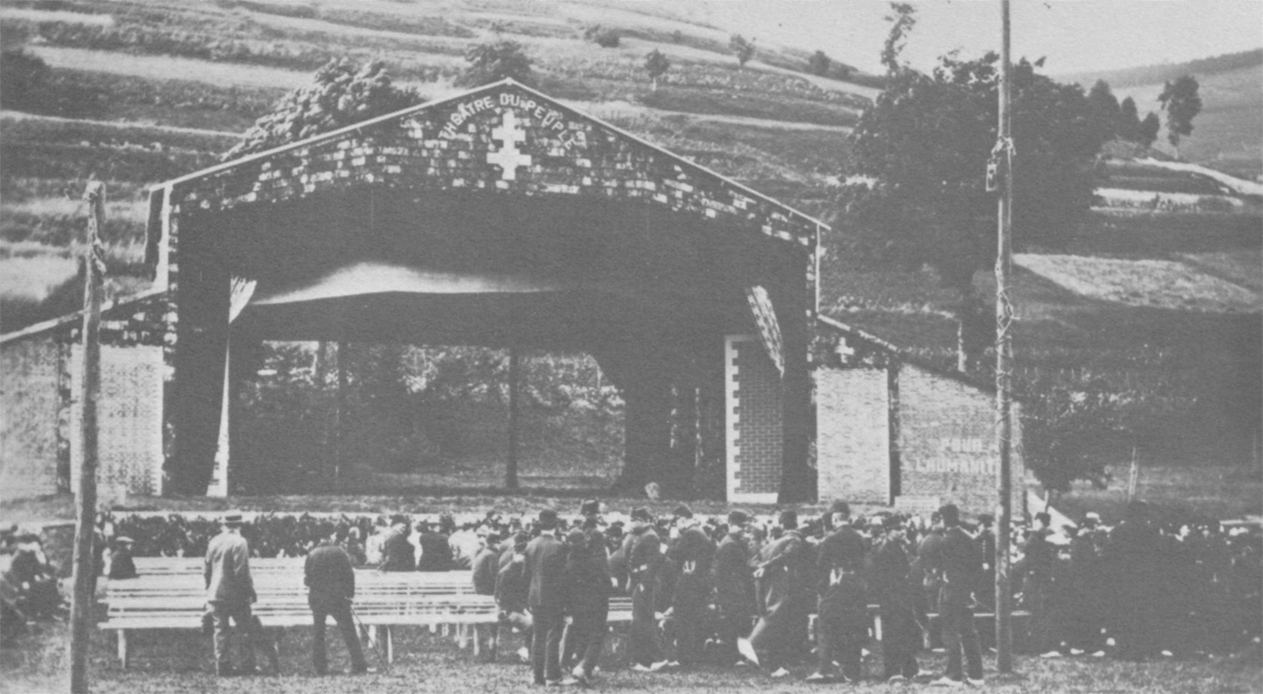
Premier bâtiment en bois (1895).
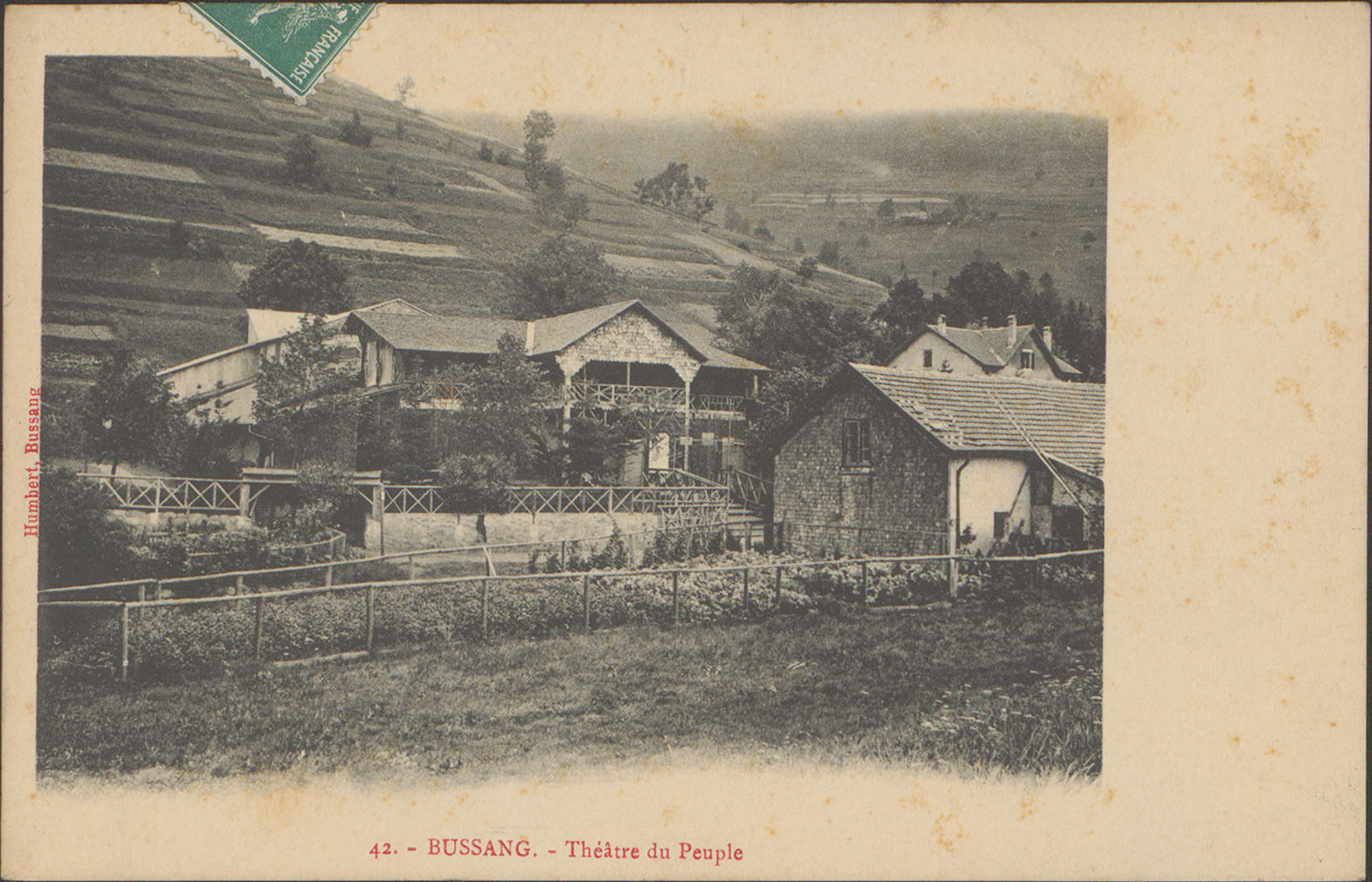
Vue générale (s. d.).
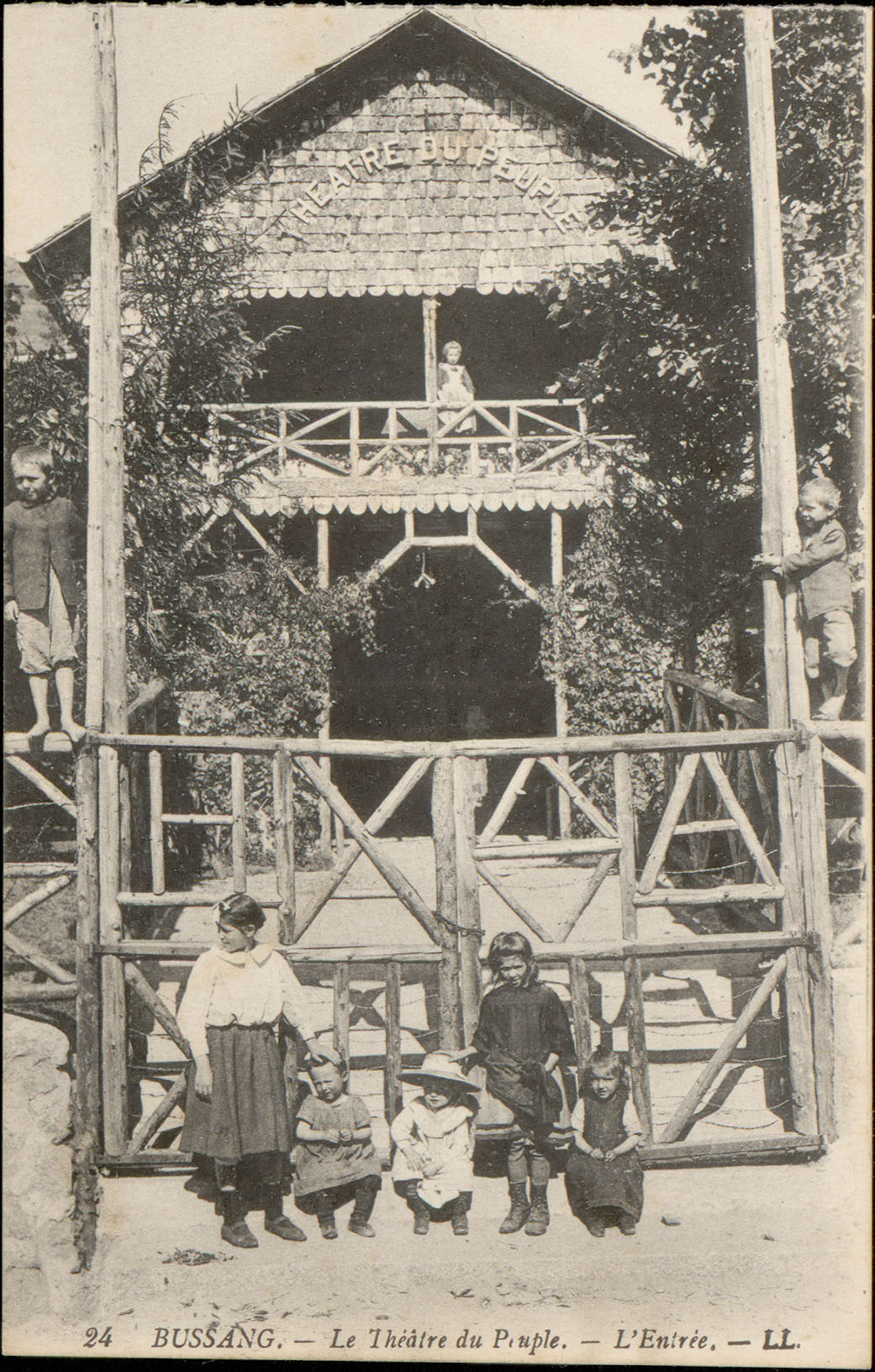
Entrée.
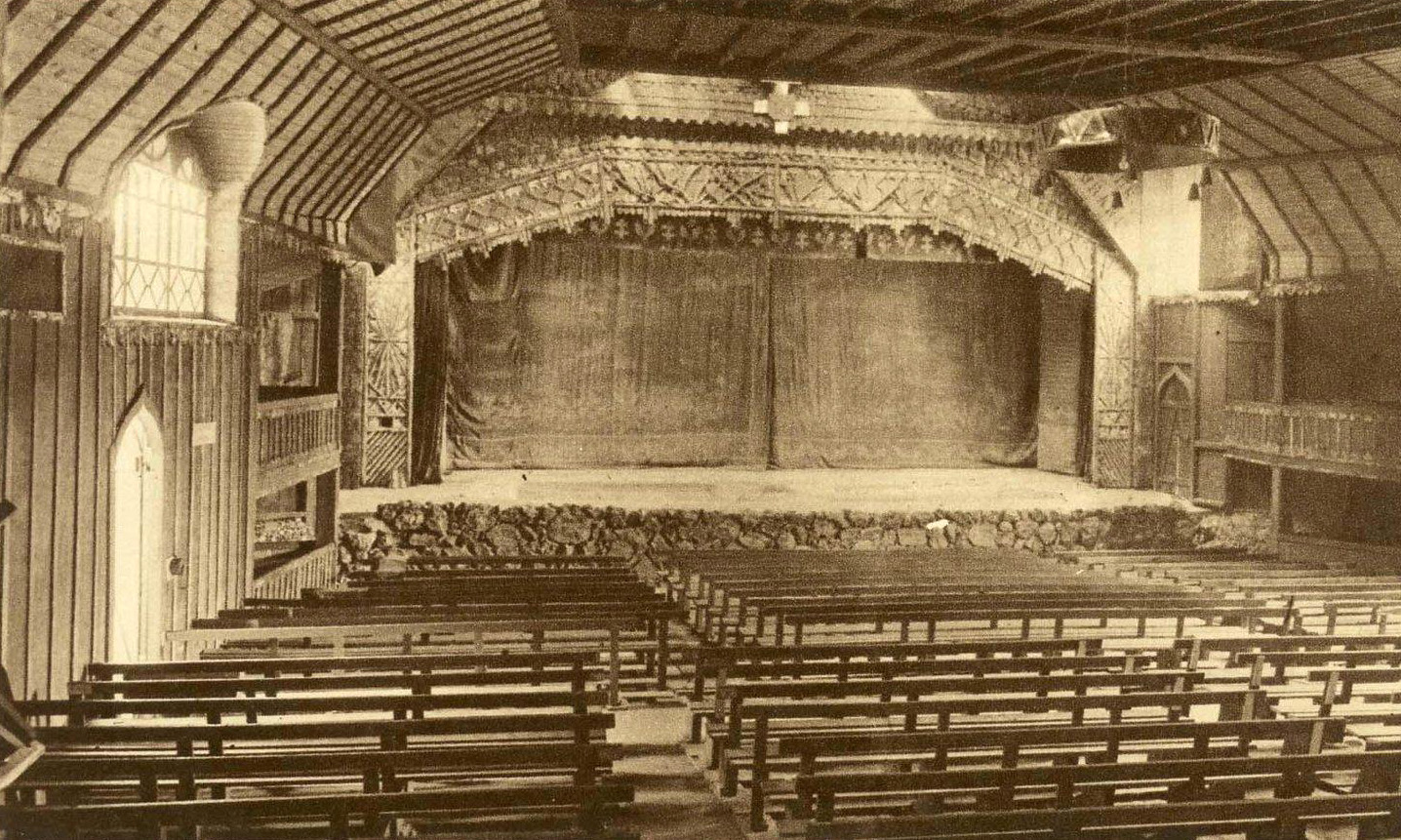
Intérieur du théâtre (1920).

En 1976, c'est le petit-fils de Maurice Pottecher, Pierre Chan, qui prend la relève. Il confie le théâtre à l'Association du Théâtre du Peuple, dont il restera président jusqu'à sa mort en 2004.
De janvier 2003 à janvier 2006, la direction artistique a été assurée par le metteur en scène Christophe Rauck.
En 2006, la direction artistique en a été confiée à Pierre Guillois.
Le 1er septembre 2011, Vincent Goethals est nommé directeur pour un mandat de 3 ans. En 2014, l'association du Théâtre du Peuple lui confie un nouveau mandat de 3 ans.
En 2014, le directeur décide de mettre le théâtre du Peuple aux couleurs du Québec. On y joue, entre autres, une pièce commandée pour l'occasion : Small Talk de Carole Fréchette.
En 2015, le théâtre du peuple fête ses 120 ans d'existence et se met aux couleurs de l'Allemagne, du 11 juillet au 23 août, en proposant aux spectateurs Intrigue et Amour de Friedrich von Schiller mis en scène par Yves Beaunesne et L'Opéra de Quat'sous de Bertolt Brecht dans une mise en scène de Vincent Goethals. Comme chaque année, plusieurs autres formes théâtrales plus courtes y sont montées.
En 2016, on notera notamment la création de Lady First de Sedef Ecer mis en scène par Vincent Goethals et Le Songe d'une nuit d'été de William Shakespeare mis en scène par Guy-Pierre Couleau à l’occasion des 400 ans de la mort du célèbre dramaturge britannique.
En 2017, pour la dernière de ses six années à la tête du théâtre, Vincent Goethals a eu le désir de fêter des retrouvailles en réunissant les actrices et acteurs qui les ont marquées. On a pu retrouver l'équipe de L'Opéra de Quat'sous dans un Feydeau revisité, La dame de chez Maxim..ou presque ! puis les amoureux de Caillasses (2012) et l'inoubliable famille de Small Talk (2014) dans le spectacle du soir En dessous de vos corps, je trouverai ce qui est immense et qui ne s'arrête pas, écrit par le jeune québécois Steve Gagnon.
En septembre 2017, Simon Delétang est nommé directeur pour un mandat de quatre ans. Pour sa première saison à l'été 2018 il signe une mise en scène de Littoral, de Wajdi Mouawad. En 2018 et en 2019 il s'astreint à un "pèlerinage théâtral" durant lequel il arpente les Vosges en journée (parcourant 16 à 25 kilomètres par jour) et incarne Lenz de Georg Büchner le soir, dans des petites salles de villages. C'est pour lui "une réponse politique à l'abandon des territoires." L'été 2019 voit se côtoyer le grand classique La vie est un rêve de Calderon (mise en scène Jean-Yves Ruf) et un texte contemporain, Suzy Storck, de Magali Mougel, "Le texte d'une vosgienne pour la première fois depuis les pièces de Maurice Pottecher", comme se plaît à le signaler Simon Delétang au public chaque soir. La saison estivale de 2020 ayant dû être annulée, Simon Delétang se rattrape en septembre de la même année avec Notre besoin de consolation est impossible à rassasier, de Stig Dagerman, avec le groupe électro-rock Fergessen. En 2021 c'est au tour du célèbre roman Leurs enfants après eux, de Nicolas Mathieu, d'être adapté pour la scène bussenette avec au casting des comédiens sortant de l'ENSATT de Lyon . A l'été 2022 c'est le personnage d'Hamlet qui peuple les spectacles, avec une mise en scène de la pièce de William Shakespeare par Simon Delétang, mais aussi un seul en scène Hamlet à part, écrit et interprété par Loïc Corbery, ainsi qu'en soirée le punk Hamlet-Machine de Heine Müller.
Début octobre 2022, Simon Delétang est nommé Directeur du Théâtre de Lorient pour une prise de fonctions début 2023 alors qu'il avait été reconduit pour un deuxième mandat jusqu'en 2025 (ce poste laissé vacant risque de susciter les convoitises car le précédent appel à candidatures avait reçu 168 réponses). Pour l'été 2023 ce sont Cyrano de Bergerac et Marguerite Duras qui sont mis à l'honneur.
Les 30 et 31 mai 2023, l'Association du Théâtre du Peuple de Bussang-Maurice Pottecher et ses partenaires publics choisissent Julie Delille pour le poste de directrice avec une prise de fonction à partir d'octobre 2023.

## Description
Le théâtre du Peuple est un édifice construit entièrement en bois pouvant accueillir jusqu'à 900 personnes. La voûte forme un véritable navire retourné. Le fond de scène s'ouvre quant à lui sur la forêt vosgienne. Cette atmosphère confère une certaine convivialité au théâtre où l'on rencontre un public diversifié. En revanche, lors de représentations nocturnes, la température peut descendre particulièrement bas : il n'est pas rare de croiser des habitués équipés de duvets. Pour cette raison, le théâtre ne proposait traditionnellement pas de représentations en hiver. Cette contrainte du froid fut utilisée pour la première fois en janvier 2007, où il fut proposé aux spectateurs, invités à venir chaudement habillés, une pièce à l'atmosphère glaciale.

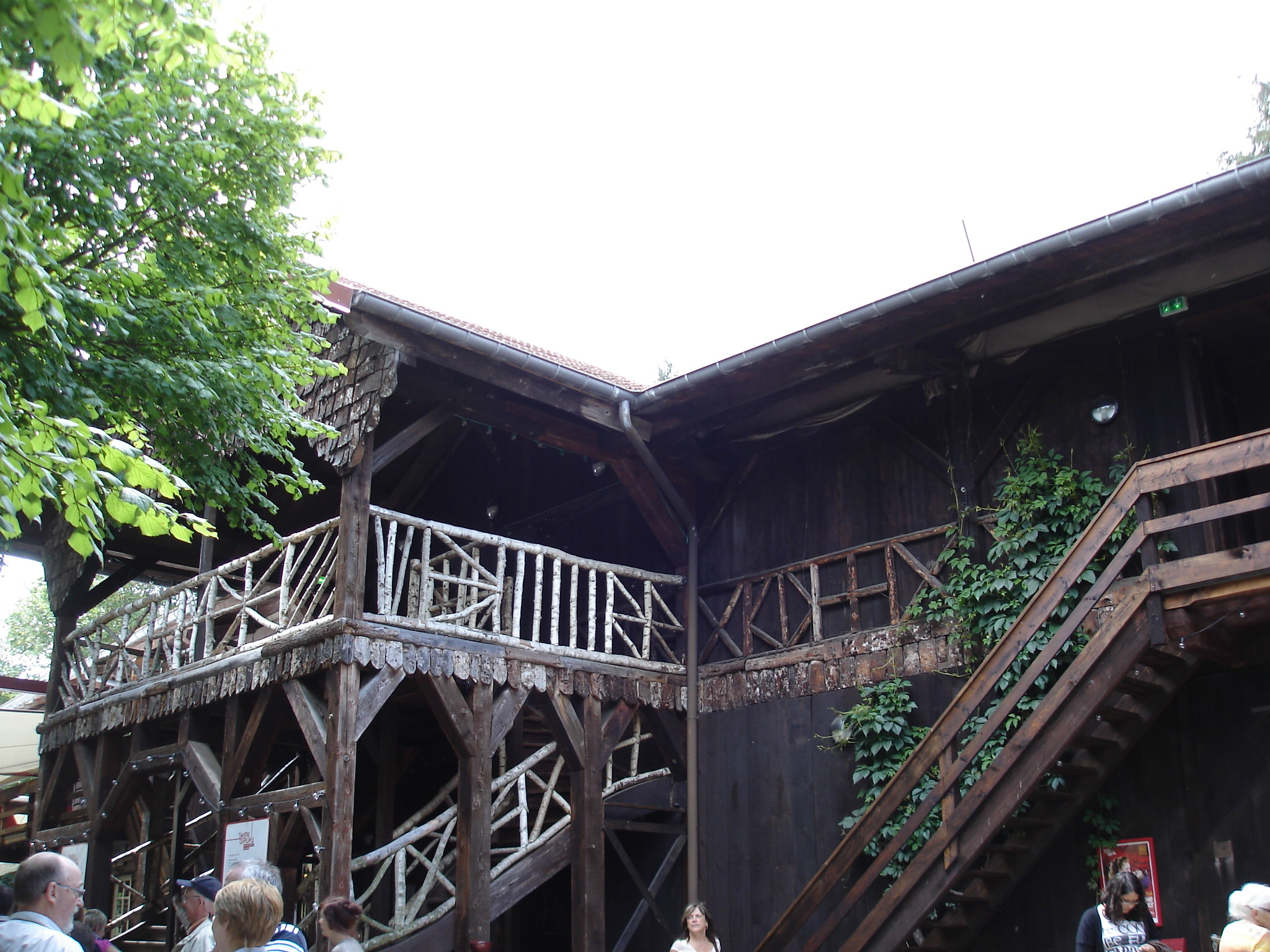
Escaliers extérieurs.
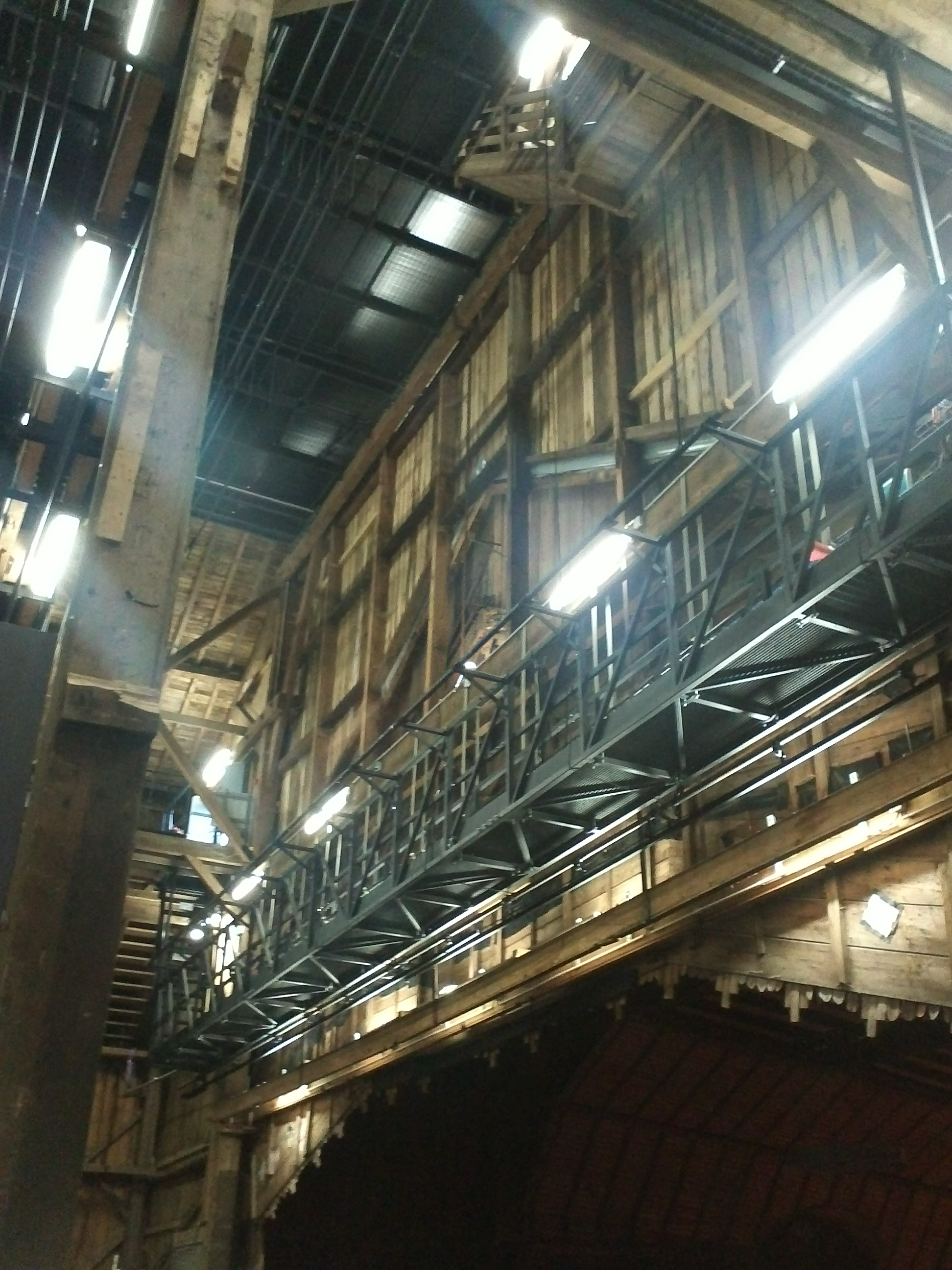
Cage de scène.
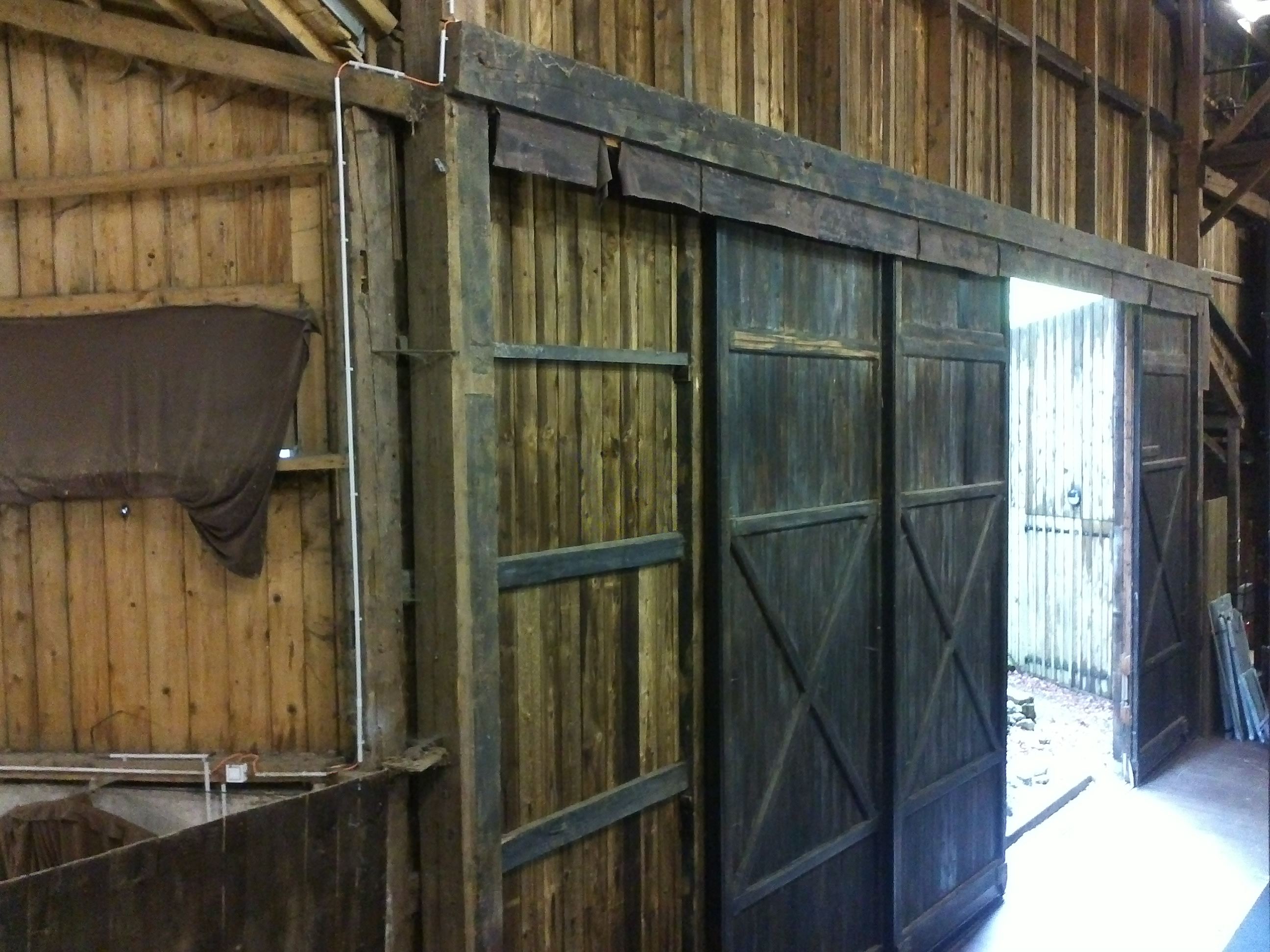
Porte coulissante en fond de scène.
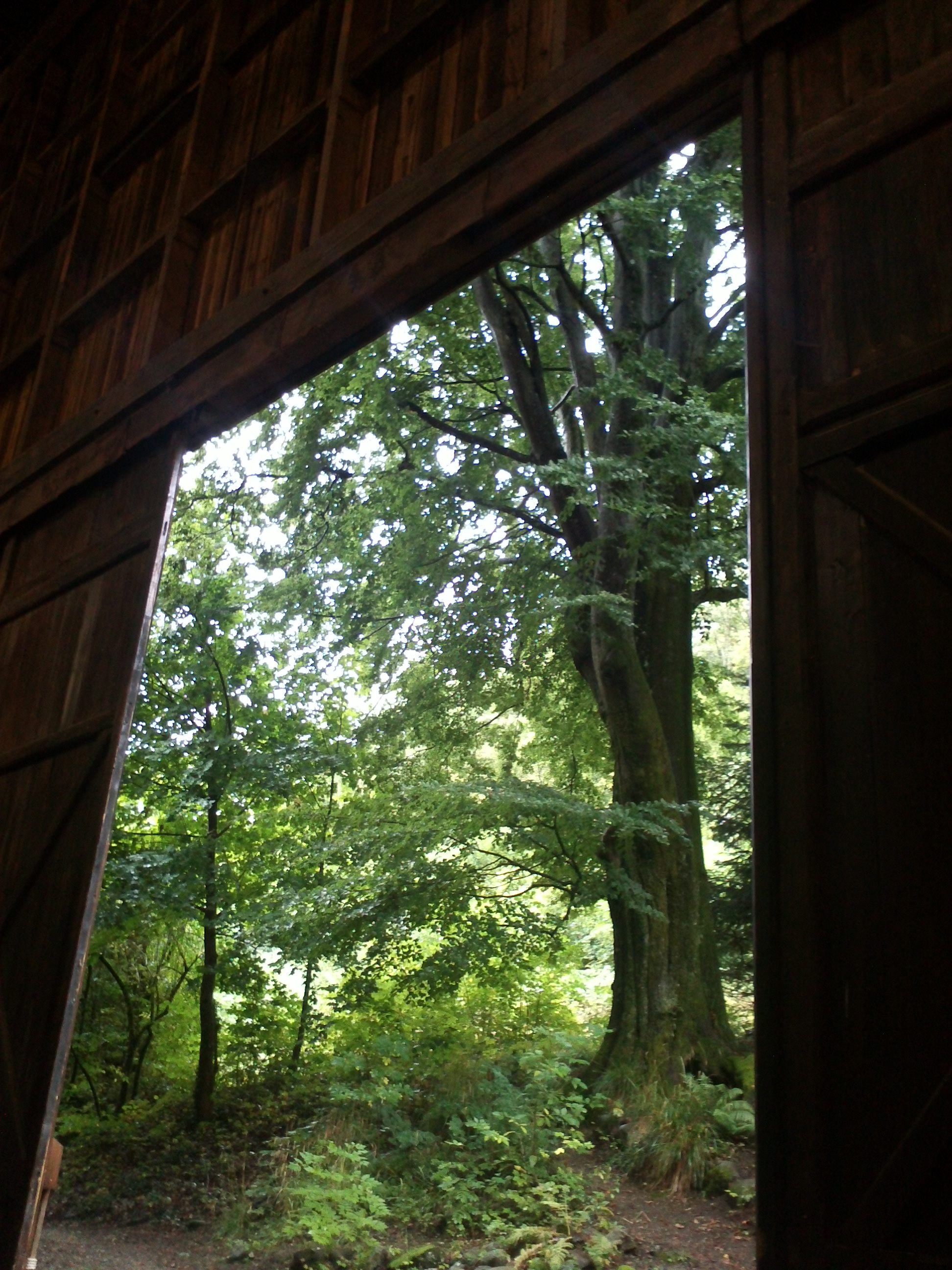
Ouverture sur la forêt.

## Historique des pièces
1895 : Le Diable marchand de goutte, Maurice Pottecher
1896 : Le Diable marchand de goutte, Maurice Pottecher
1897 : Morteville, 'Maurice Pottecher et Alfred Bourgeois
1898 : Liberté, Maurice Pottecher
1899 : Chacun cherche son trésor, Maurice Pottecher
1900 : Le Médecin malgré lui, Molière / L'Héritage, Maurice Pottecher
1901 : L'Héritage, Maurice Pottecher
1902 : Macbeth, William Shakespeare
1903 : A l'Ecu d'argent, Maurice Pottecher
1904 :  La Passion de Jeanne d'Arc, Maurice Pottecher
1905 : Le Lundi de Pentecôte, Maurice Pottecher
1906 : La Reine Violante, Maurice Pottecher
1907 : La Reine Violante, Maurice Pottecher
1908 : Le Château de Hans, Maurice Pottecher
1909 : Le Château de Hans, Maurice Pottecher
1910 : La Clairière aux abeilles, Maurice Pottecher
1911 : Le Mystère de Judas Iscariote, Maurice Pottecher
1912 : Le Marchand de Venise, William Shakespeare, spectacle invité.
1913 : Amys et Amyle, Maurice Pottecher
1921 : La Ruche reconstruite, nouveau prologue du Diable marchand de goutte, Maurice Pottecher
1922 : L'Anneau de Sakountala, Maurice Pottecher
1923 : Le Malade imaginaire, Molière
1924 : Chacune à son tour! Maurice Pottecher
1925 : Le Miracle du sang, Maurice Pottecher
1926 : Amys et Amyle, Maurice Pottecher
1927 : Le Valet noir, Maurice Pottecher
1928 : Le Mystère de Judas Iscariote, Maurice Pottecher
1929 : Le Mystère de Judas Iscariote, Maurice Pottecher
1930 : Le Secret de la montagne, Maurice Pottecher
1931 : La Reine Violante, Maurice Pottecher
1933 : Jean de Calais, Maurice Pottecher
1934 : Le Bourbon de Herlisheim, Maurice Pottecher
1935 : Le Château de Hans, Maurice Pottecher
1937 : L'Anneau de Sakountala, Maurice Pottecher
1938 : L'Anneau de Sakountal, Maurice Pottecher
1939 : Le Château de Hans, Maurice Pottecher
1946 : Liberté
1947 : Burubu ou la Méchante Femme et le gnome, Maurice Pottecher
1948 : Mélusine et son mystère, Maurice Pottecher
1949 : Mélusine et son mystère, Maurice Pottecher
1950 : Le Château de Hans, Maurice Pottecher
1951 : Chacun cherche son trésor
1952 : Jean de l'Ours, Maurice Pottecher
1953 : L'Anneau de Sakountala, Maurice Pottecher
1954 : C'est le vent ! Maurice Pottecher
1955 : L'Empereur du soleil couchant, Maurice Pottecher et Pierre Richard-Willm
1956 : L'Empereur du soleil couchant, Maurice Pottecher et Pierre Richard-Willm
1957 : Le Château de Hans, Maurice Pottecher
1958 : La Clairière aux abeilles
1959 : Le Sotré de Noël, Maurice Pottecher
1960 : L'Anneau de Sakountala, Maurice Pottecher
1961 : C'est le vent! Maurice Pottecher
1962 : Au temps des coquecigrues
1963 : Jean de l'Ours
1964 : L'Héritage
1965 : Le Château de Hans, Maurice Pottecher
1966 : L'Empereur du soleil couchant, Maurice Pottecher et Pierre Richard-Willm
1967 : Le Sotré de Noël, Maurice Pottecher
1968 : Mélusine et son usine
1969 : C'est le vent! Maurice Pottecher
1970 : Au temps des coquecigrues
1971 : Amys et Amyle
1972 : Le Mystère de Judas Iscariote, Maurice Pottecher
1973 : Les Joyeuses Commères de Windsor, William Shakespeare
1974 : La Goualeuse, Marot et Halévy
1975 : Le Château de Hans, Maurice Pottecher
1976 : Le Songe d'une nuit d'été, William Shakespeare
1977 : Roméo et Juliette, William Shakespeare
1978 : Mesure pour mesure, William Shakespeare
1979 : Le Sotré de Noël, Maurice Pottecher
1980 : La Nuit des rois, William Shakespeare
1981 : Dom Juan, Molière
1982 : Le Lundi de la Pentecôte, Maurice Pottecher
1983 : Ruy Blas, Victor Hugo
1984 : Un chapeau de paille d'Italie, Eugène Labiche
1985 : La Légende d'Amys et Amyle, Jean Naguel d'après Maurice Pottecher
1990 : Macbeth , William Shakespeare, mise en scène Pierre-Etienne Heymann
1991 : Ondine, Jean Giraudoux, mise en scène François Rancillac
1992 : Une Nuit au cirque, Olivier Py, mise en scène François Rancillac
Amphitryon, Molière
1993 : La Petite Catherine Heilbronn, Heinrich von Kleist, mise en scène Philippe Berling
1994 :L'Aiglon, Edmond Rostand, mise en scène François Rancillac
1995 : , La Reine Violante et Le Lundi de la Pentecôte, Maurice Pottecher et Au Rêve de Gosse, Serge Valletti, mis en scène tous deux par Philippe Berling
1996 : Peer Gynt, Ibsen, mise en scène de Philippe Berling
1997 : La Forêt, Ostrovski, mise en scène J. C. Bérutti
1998 : Le Cercle de Craie Caucasien, Bertolt Brecht, mise en scène J.C. Bérutti
1999 : L'Adulateur, Goldoni
La Bague Magique, opéra de Giovana Marini
2 mises en scène de J.C. Bérutti
2000 : Le Théâtre Ambulant Chopalovitch, Lioubomir Simovitch, mise en scène Christophe Rauck
Le Pupille veut être Tuteur, Peter Handke, mise en scène J.C. Bérutti
2001 : Beaucoup de Bruit pour Rien, Shakespeare, mise en scène J. C. Bérutti
Don Juan revient de Guerre, Ödön von Horváth, mise en scène Richard Brunel
2002 : La Cerisaie, Anton Tchekhov
La Chute, Biljana Srbljanovic
2 mises en scène de J.C. Bérutti
Turbulence et Petits détails, Denise Bonal, mise en scène Rosine Lefebvre et Roberto Graiff
2003 : Le Dragon, Evgueni Schwartz, mise en scène Christophe Rauck
Foi, Amour et Espérance, Ödön von Horváth, mise en scène Cécile Garcia Fogel
2004 : La Vie de Galilée, Bertolt Brecht, mise en scène Christophe Rauck
J'étais dans ma maison et j'attendais que la pluie vienne, Jean-Luc Lagarce, mise en scène Joël Jouanneau
2005 : Le Révizor, Nicolas Gogol, mise en scène Christophe Rauck
La Fausse Suivante, Marivaux, mise en scène Guillaume Vincent
2006 : Ubu Roi, Alfred Jarry, mise en scène Pierre Guillois
Kroum l'Ectoplasme, Hanoch Levin, mise en scène Jean Yves Ruf
2007 : Duvet, Moufles et Bonnets, chronique hivernale, texte et mise en scène Pierre Guillois
Les Affreuses, texte et mise en scène de Pierre Guillois
L'Européenne, de David Lescot, mise en scène Charlie Degotte
2008 : Le Ravissement d'Adèle, Rémi De Vos, mise en scène Pierre Guillois
Hop là, Fascinus, cabaret joyeux, de et avec le collectif les Possédés, la Compagnie Octavio et la compagnie le Cheptel Aleïkoum.
2009 : Un Coeur Mangé, texte de Guy Benisty et Pierre Guillois, mise en scène Pierre Guillois
Gilles, cabaret poétique, texte Cédric Orain, mise en scène David Bobee
Sacrifice, solo de Nouara Naghouche co-écrit et mis en scène par Pierre Guillois
2010 : Le Prix du Pain, inspiré d'un conte japonais, texte et mise en scène Pierre Terzian
Peau d'Ane, texte et mise en scène Olivier Tchang Tchong (librement inspiré du conte de Charles Perrault)
Le Gros, la Vache et le Mainate, Opérette Barge,, texte de Pierre Guillois, mise en scène Bernard Menez
Sacrifice, en tournée (inter)nationale
2011 : Le Brame des biches, Marion Aubert, mise en scène Pierre Guillois
Grand fracas issu de rien, Cabaret spectral, Valère Novarina, mise en scène Pierre Guillois
2012 : Caillasses, Laurent Gaudé, mis en scène par Vincent Goethals.
Les Encombrants font leur cirque, Claire Dancoisne
2013 : La jeune fille folle de son âme, Fernand Crommelynck, mis en scène par Michael Delaunoy
Et si nos pas nous portent, Stanislas Cotton, mis en scène par Vincent Goethals
2014 : Small Talk, Carole Fréchette et Catalina in fine, Fabrice Melquiot, mis en scène tous deux par Vincent Goethals
2015 : L'Opéra de Quat'sous, Bertolt Brecht, mis en scène par Vincent Goethals
Intrigue et Amour, Friedrich von Schiller, mis en scène par Yves Beaunesne
2016 : Le songe d'une nuit d'été, Shakespeare, mis en scène par Guy PIerre Couleau
Lady First, Sedef Ecer, mis en scène par Vincent Goethals
2017 : La dame de chez Maxim...ou presque !, Feydeau, et En dessous de vos corps, je trouverai ce qui est immense et qui ne s'arrête pas, Steve Gagnon mis en scène tous deux par Vincent Goethals
Petit Bisous, créé et mis en scène par Arnault Mougenot
2018 : Lenz, créé et mis en scène par Simon Delétang
2019 :  La vie est un rêve, Pedro Calderón de la Barca, mis en scène par Jean-Yves Ruf, et Suzy Storck, Magali Mougel, mis en scène par Simon Delétang
2021 : Leurs enfants après eux (2018), de Nicolas Mathieu, mis en scène par Simon Delétang
2022 : Hamlet, William Shakespeare
2023 : Cyrano de Bergerac, Edmond Rostand
2024 : Le Conte d'hiver, William Shakespeare, mis en scène par Julie Delille
2025 : Le Roi Nu de Evgueni Schwartz, mis en scène par Sylvain Maurice

### Filmographie
- Maurice Pottecher : l'aventure du Théâtre populaire, réalisé par Isabelle Clarke et Maïté Demoulin, Centre national de la cinématographie, Paris, 2003, 48 min (VHS)
- Bussang : peuple du théâtre, théâtre du peuple, réalisé par Richard Lioger, Centre national de la cinématographie, Paris, 2008, 52 min (DVD)
- Un cœur mangé : épopée chevaleresque (spectacle capté au Théâtre du Peuple), Sylvain Pierrel, réal. ; Pierre Guillois, auteur, mise en scène ; Guy Benisty, auteur, Supermouche Productions, Épinal, 2009, 3 h 14 min (2 DVD)